# Ѷ
Ѷ, ѷ (ijitsa okovy) é uma letra do alfabeto cirílico.